# 特拉勒斯陨石坑
特拉勒斯陨石坑（Tralles）是位于月球正面东北部一座大撞击坑，约形成于38-32亿年前的晚雨海世，其名称取自德国物理学家暨数学家约翰·格奥尔格·特拉莱斯(1763年-1822年)，1935年被国际天文学联合会正式接受。

## 描述

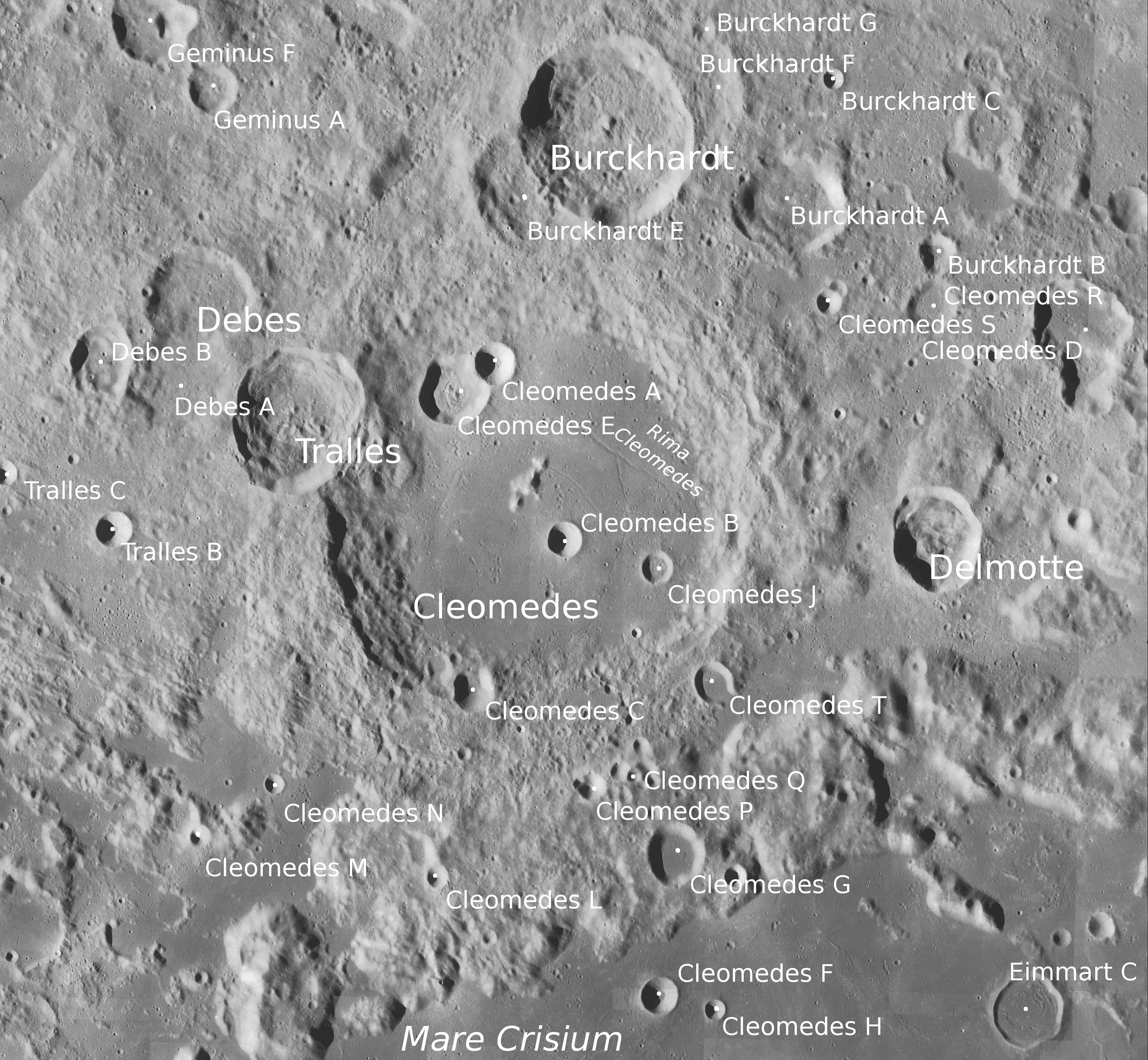
特拉勒斯陨石坑的周边，月球勘测轨道飞行器拍摄。

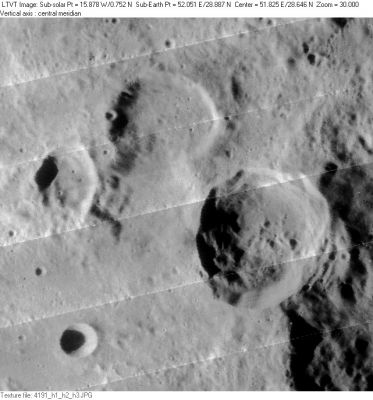
特拉勒斯陨石坑位于右边，中上部是德贝斯陨石坑，月球轨道器4号拍摄。

该陨坑部分重叠在克莱奥迈季斯环形山的西北偏西端上，西北靠近较小的德贝斯陨石坑，稍大的布尔克哈特环形山位于它东北，东南偏南则坐落了平坦的危海。该陨坑中心月面坐标为28°19′N 52°51′E / 28.32°N 52.85°E，直径44.16公里，深约2.26公里。
特拉勒斯陨石坑外观形状不规则，可能是由三座分别位于南部、东北和西北的撞击坑融合而成。陨坑坑壁已部分磨损，但边缘轮廓仍保持完整清晰，东南侧与克莱奥迈季斯环形山相交段形成双层坑壁，沿内侧壁分布有阶坡状结构。它的坑壁最大高出周边地形1070米，坑内容积约有1501.74公里3，坑内地表崎岖不平，除一些细小的陨坑外，环中心散布着一圈小山丘以及一些呈放射状的山脊。
特拉勒斯陨石坑已被月球和行星观测协会(ALPO)列入《带有明亮射纹系统的撞击坑列表》。

## 卫星陨石坑
按惯例，最靠近特拉勒斯陨石坑的卫星坑将在月图上以字母标注在它的中心点旁边。

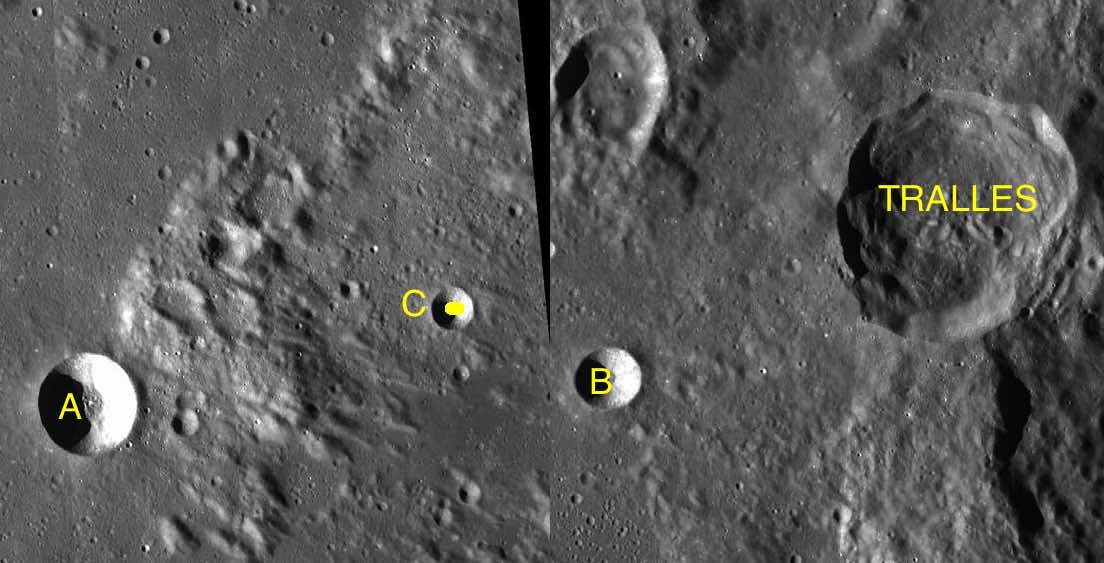
LAC-43和LAC-44拼接图

| 特拉勒斯 | 纬度     | 经度     | 直径     |
| -------- | -------- | -------- | -------- |
| A        | 27.42° N | 47.03° E | 17.2公里 |
| B        | 27.26° N | 50.66° E | 11.2公里 |
| C        | 27.80° N | 49.40° E | 7.3公里  |

## 另请参阅
- Andersson, L. E.; Whitaker, E. A. . NASA RP-1097. 1982.
- Blue, Jennifer. . USGS. July 25, 2007  [2007-08-05]. （原始内容存档于2018-12-25）.
- Bussey, B.; Spudis, P. . New York: Cambridge University Press. 2004. ISBN 978-0-521-81528-4.
- Cocks, Elijah E.; Cocks, Josiah C. . Tudor Publishers. 1995. ISBN 978-0-936389-27-1.
- McDowell, Jonathan. . Jonathan's Space Report. July 15, 2007  [2007-10-24]. （原始内容存档于2018-12-25）.
- Menzel, D. H.; Minnaert, M.; Levin, B.; Dollfus, A.; Bell, B. . Space Science Reviews. 1971, 12 (2): 136–186. Bibcode:1971SSRv...12..136M. doi:10.1007/BF00171763.
- Moore, Patrick. . Sterling Publishing Co. 2001. ISBN 978-0-304-35469-6.
- Price, Fred W. . Cambridge University Press. 1988. ISBN 978-0-521-33500-3.
- Rükl, Antonín. . Kalmbach Books. 1990. ISBN 978-0-913135-17-4.
- Webb, Rev. T. W.  6th revised. Dover. 1962. ISBN 978-0-486-20917-3.
- Whitaker, Ewen A. . Cambridge University Press. 1999. ISBN 978-0-521-62248-6.
- Wlasuk, Peter T. . Springer. 2000. ISBN 978-1-85233-193-1.